# Орлан-крикун
Орлан-крикун (лат. Icthyophaga vocifer) — вид хищных птиц семейства ястребиных (Accipitridae). Подвидов не выделяют. Распространён в Африке к югу от Сахары.

## Внешний вид
Орланы-крикуны средние по величине представители своего рода, их длина составляет от 63 до 75 см, размах крыльев — от 175 до 210 см. Самки несколько крупнее самцов, которые весят от 2 до 2,5 кг, в то время как самки весят от 3,2 до 3,6 кг. У взрослой особи голова, мантия, грудь и хвост белого цвета, спина чёрная, а плечи, брюхо и бёдра каштановые. Радужная оболочка от желтовато-коричневого до орехового цвета, восковица жёлтая, клюв черноватый, ноги от белого до тускло-жёлтого цвета.

## Поведение
Орланы-крикуны встречаются на кронах высоких деревьев, с которых они осматривают свой ареал. Ареалы зачастую охватывают русло реки или берег какого-то крупного водоёма. Орланы-крикуны издают два разных характерных звука, не похожих ни на один другой вид птиц. Как правило, эти птицы кричат парами, более пронзительный крик у самки. Типичным является во время крика в сидячем положении откидывание головы назад, как в полёте.

## Распространение
Орланы-крикуны распространены в Африке к югу от Сахары. Встречаются на высоте до 4000 м над уровнем моря. Предпочитают близость к водоёмам.

## Питание

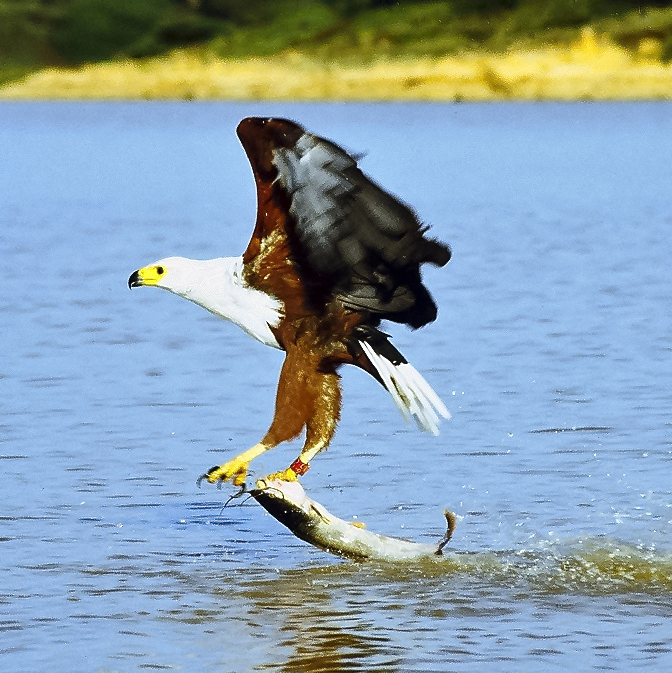
Орлан-крикун с пойманной рыбой

Этот вид питается главным образом рыбой, реже они охотятся на малых фламинго, ибисов, аистов и других водных птиц. Иногда их добычу могут составить небольшие черепахи, малые крокодилы, жабы, морские змеи или падаль. Орланы-крикуны очень искусно летают и нередко отбирают добычу у других птиц. Они долго ждут на вершине дерева того момента, когда у поверхности обнаружат рыбу, и в пикирующем полёте хватают её, поедая вновь на дереве. Добычу, вес которой превышает 1,5 кг они не могут поднять и поедают на берегу.

## Размножение

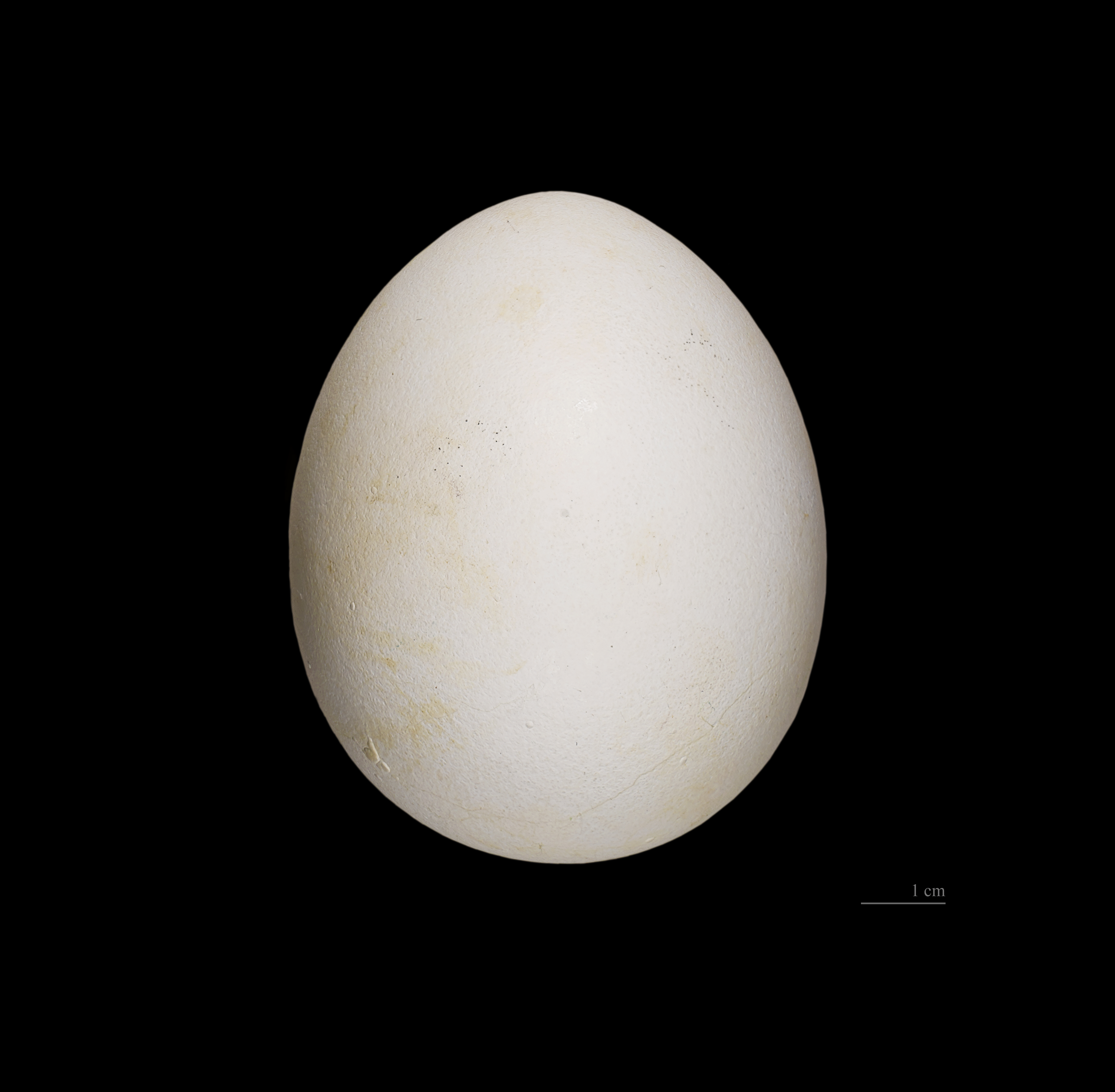
Яйцо Haliaeetus vocifer

В большинстве регионов размножение может наблюдаться в любой месяц, но обычно это сезонное явление, и, как правило, связано с низким уровнем воды в водоёмах, пик которого приходится на октябрь–декабрь или январь в Западной Африке; июль–октябрь в Уганде; июнь-август в Южной Африке. Большое гнездо сооружается из веток и размещается в высокой развилке дерева как можно ближе к воде, реже на скале или крутом склоне. Размеры гнезда при первом строительстве составляют 120-150 см в поперечнике и 20-60 см в глубину. В кладке обычно 2—3 белых яйца с несколькими красноватыми пятнами (иногда от одного до четырёх). Инкубационный период продолжается 42—45 дней. У данного вида птиц не наблюдается каинизм, и обычно выживают все птенцы, которые оперяются через 65—75 дней, по истечении ещё восьми недель они начинают самостоятельно добывать пищу. Половая зрелость наступает в возрасте четырёх лет.

## Угрозы и численность
Общая популяция этих птиц оценивается в 100 000—200 000 пар. МСОП не оценивает их на сегодняшний день как состоящих под угрозой.

## Другое
Орлан-крикун является национальным символом Замбии и изображён на её флаге, гербе и денежных купюрах. Также он изображен на гербе Намибии,  гербе Малави и Республики Южный Судан. Изображение орлана-крикуна присутствует на аверсе монеты регулярного чекана 50 тхебе Республики Ботсвана.